# Centropogon calycinus
Centropogon calycinus är en klockväxtart som beskrevs av George Bentham. Centropogon calycinus ingår i släktet Centropogon och familjen klockväxter. Inga underarter finns listade i Catalogue of Life.